# Símbolos nacionales de Japón

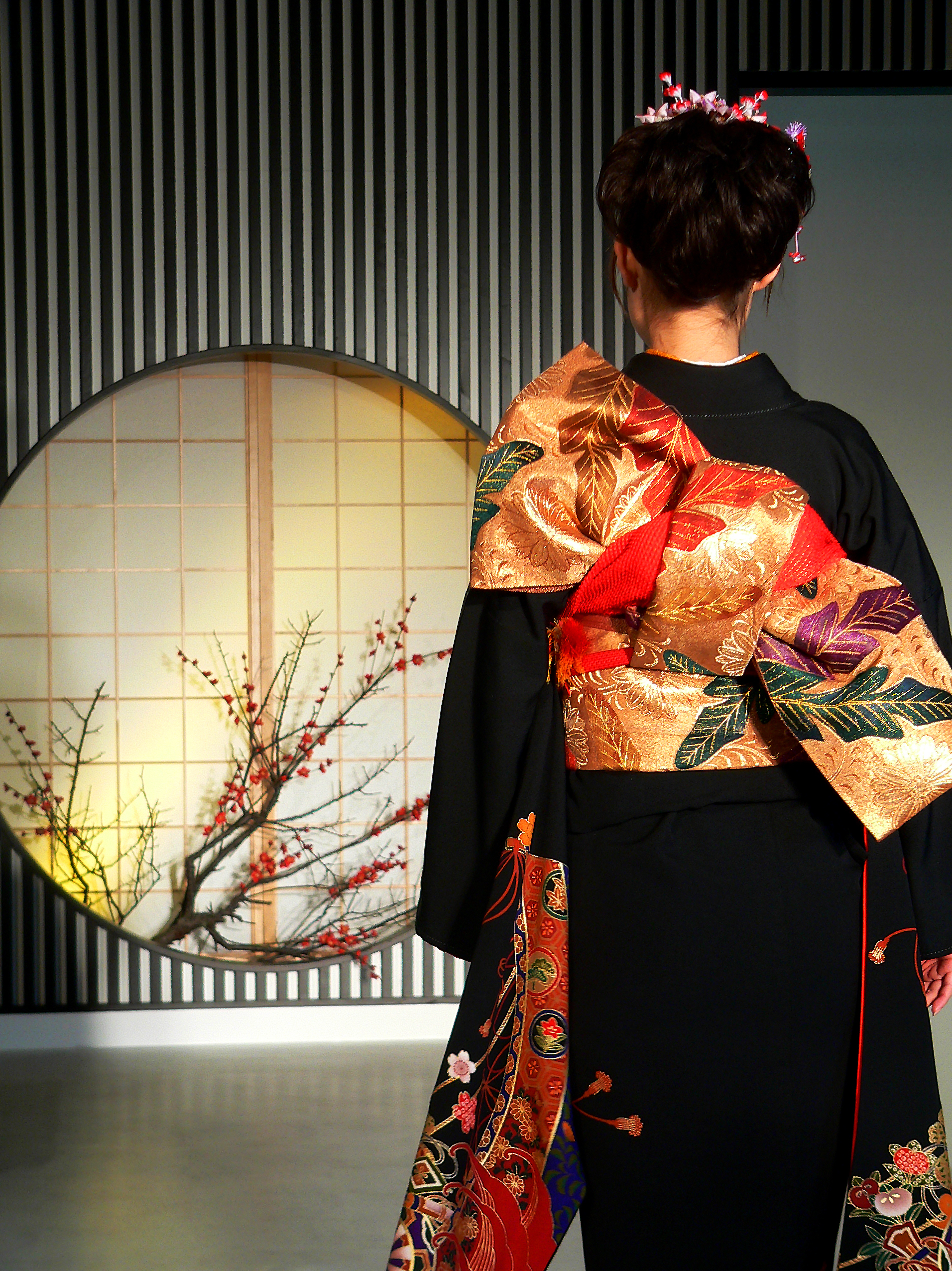
Traje típico de Japón

Los Símbolos nacionales de Japón son los emblemas que se utilizan en Japón para representar lo que la identifica  como nación en los diferentes aspectos de su vida cultural e historia. 

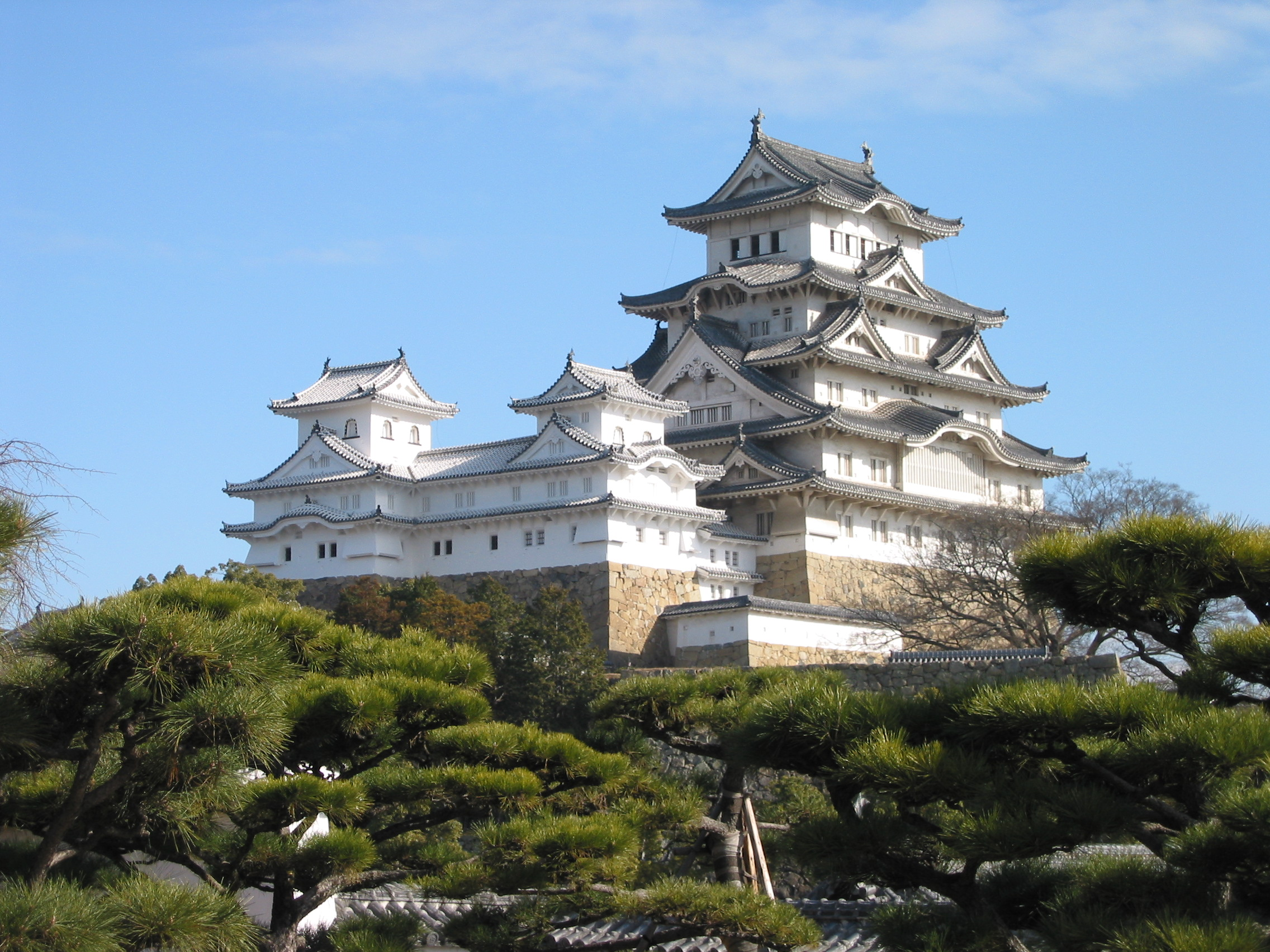
Castillo Himeji
Patrimonio de la Humanidad - Unesco

## Símbolos
Constitución de Japón. Artículo 1: El Emperador es el símbolo del Estado y de la unidad del pueblo, 
derivando su posición de la voluntad del pueblo en quien reside el poder soberano.
|                             | Símbolo                                                       | Imagen                                                  | Notas |
| --------------------------- | ------------------------------------------------------------- | ------------------------------------------------------- | ----- |
| Bandera                     | Bandera de Japón (Hinomaru)                                   | Hinomaru                                                |       |
| Kamon o Escudo nacional     | Emblema imperial de Japón (Chrysanthemum morifolium)          | Sello Imperial de Japón                                 |       |
| Himno nacional              | Kimigayo 君が代                                               |                                                         |       |
| Kamon o Sello del gobierno  | Emblema del Gobierno de Japón (Paulownia)                     | Sello del Gobierno de Japón                             |       |
| Mariposa nacional           | Gran emperador púrpura (Sasakia charonda)                     | Gran emperador púrpura                                  |       |
| Árbol nacional              | Sakura (cerezo) (Prunus serrulata)                            | Sakura (Árbol de cerezo)                                |       |
| De facto Flor nacional      | Sakura (cerezo) (Prunus serrulata) & Chrysanthemum morifolium | Sakura (Flor de cerezo) · Flor Chrysanthemum morifolium |       |
| Ave nacional                | Faisán verde (Phasianus versicolor)                           | Faisán verde                                            |       |
| Pez nacional                | Koi (Cyprinus carpio)                                         | Pez Koi japonés                                         |       |
| Instrumento nacional música | Koto                                                          | Koto japonés                                            |       |
| Piedra nacional             | Jade                                                          | Jade                                                    |       |
| Montaña nacional (de facto) | Monte Fuji (Fujisan)                                          | Monte Fuji                                              | [ 2 ] |
| Deporte nacional (de facto) | Sumo                                                          | Sumo                                                    | [ 3 ] |

## Identidad de Japón

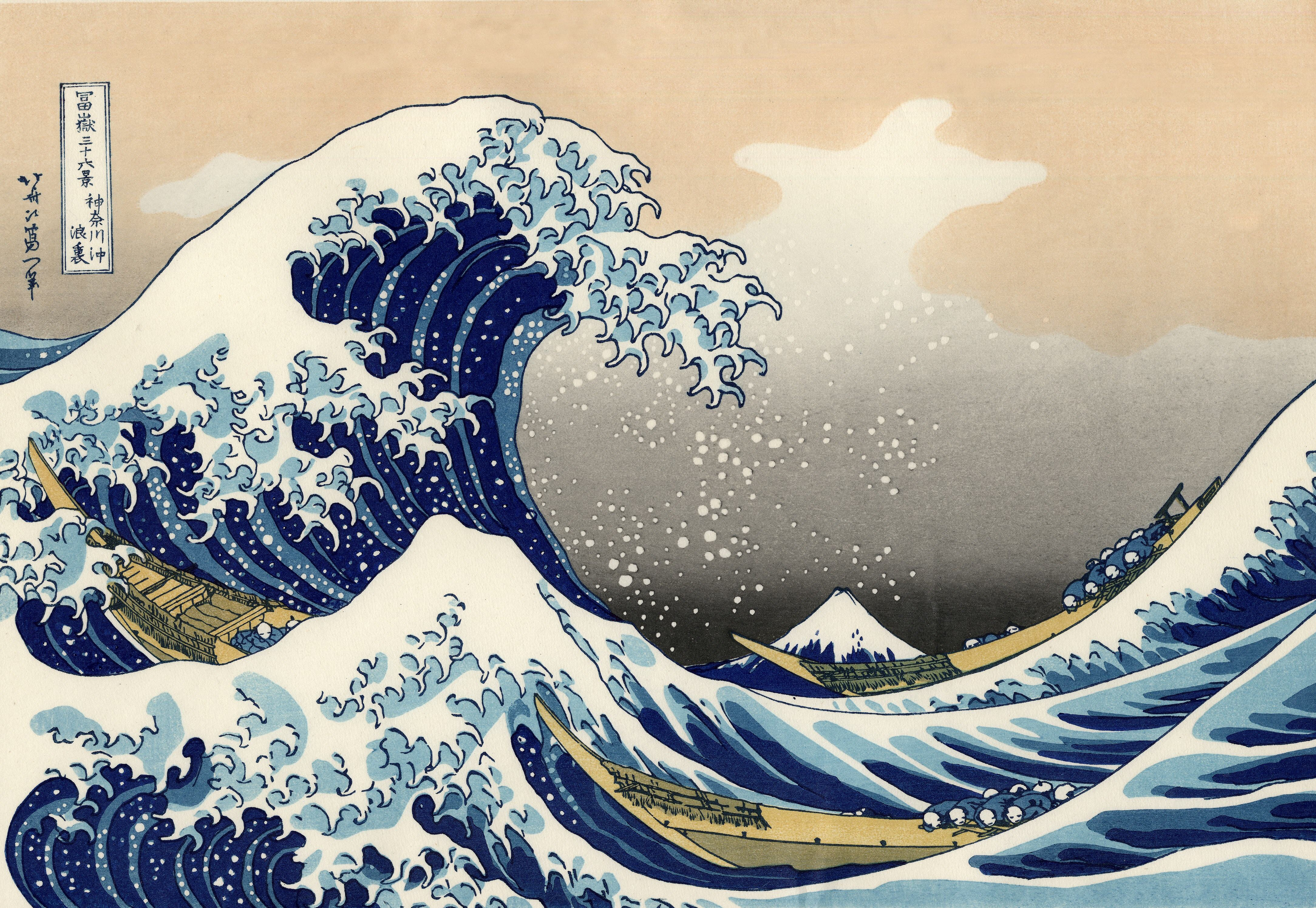
La gran ola de Kanagawa - Hokusai

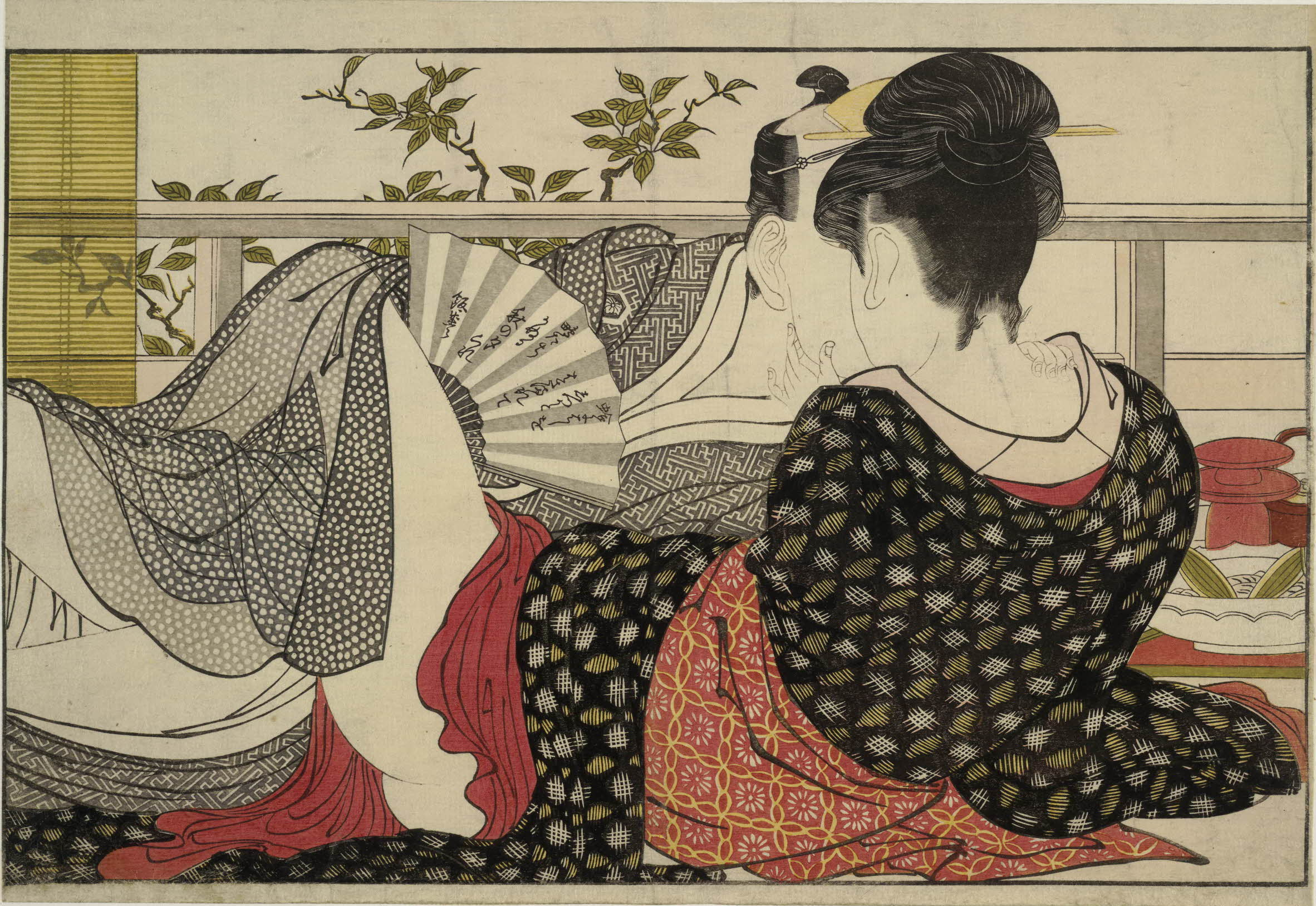
Shunga - Utamaro

Fuera de los anteriores símbolos, Japón tiene aspectos en su entorno que lo identifica como un pueblo con algunas características propias, a saber:
- Pueblo japonés
- Historia de Japón
- Cultura de Japón
- Filosofía japonesa
- Idiomas de Japón
- Arte de Japón
- Arquitectura japonesa
- Cerámica y porcelana japonesa
- Religión en Japón
- Literatura de Japón
- Teatro japonés
- Festival japonés
- Música de Japón
- Samurái
- Artes marciales de Japón
- Gastronomía de Japón
- Ceremonia del té japonesa
- Geisha
- Kimono
- Jardín japonés
- Bonsái
- Ikebana
- Onsen
- Manga
- Anime
- Origami